# 大亭鸟
，是雀形目园丁鸟科的一种鸟类。
大亭鸟体重约200.43克，翼长约172.8毫米，嘴峰长约36.5毫米，喙宽度约8.8毫米，喙厚度约11.4毫米，跗蹠长约47.5毫米，尾长约142.5毫米。大亭鸟在其分布区内为留鸟，其栖息在半开放的灌木丛中，食性为草食性。

## 亚种
- ：分布于澳大利亚北部西澳大利亚州的布鲁姆至昆士兰州的西北部。
- ：分布于昆士兰北部的约克角半岛，南至克拉克山脉。[4]